# 1346
Évszázadok: 13. század – 14. század – 15. század
Évtizedek: 1290-es évek – 1300-as évek – 1310-es évek – 1320-as évek – 1330-as évek – 1340-es évek – 1350-es évek – 1360-as évek – 1370-es évek – 1380-as évek – 1390-es évek
Évek: 1341 – 1342 – 1343 – 1344 –  1345 – 1346 – 1347 – 1348 – 1349 – 1350 – 1351

## Események

### Határozott dátumú események
- július 1. – I. Lajos magyar király az ostromlott Zára felmentésére indul, de vereséget szenved.
- július 11. – IV. Károly német királlyá választása.[1] (Elismerve 1347-ben, 1355-től Itália királya, majd császár, 1365-től Burgundia királya, 1378-ig uralkodik.)
- július 19. – VI. Kelemen pápa az itáliai Brindisi érsekévé nevezi ki Galhard de Carceribust, korábbi veszprémi püspököt.[2]
- augusztus 26. – A crécyi csata. (Eduárd walesi herceg serege nagy győzelmet arat a francia lovagseregen. A nap végére VI. Fülöp francia király bátyja, II. Alençoni Károly, valamint szövetségesei, János cseh király és I. Nevers-i Lajos, Flandria grófja halott volt.)[3]
- december 21. – A velenceiek elfoglalják Zárát.

### Határozatlan dátumú események
- szeptember – A Fekete Herceg ostrom alá veszi Calais-t. (A város 1347 augusztusában megadta magát.)[4]
- az év folyamán – 
  - I. Lajos magyar király öccse meggyilkolása után sikertelen tárgyalásokat folytat a nápolyi trón megszerzése érdekében. A pápa – bár kiátkozza a gyilkosokat – felmenti Johannát a vádak alól.[5]
  - Szerbia eléri területének legnagyobb kiterjedését. IV. István Uroš szerb cár meghódítja Délkelet-Európa legnagyobb részét, köztük Albániát, a Tengermelléket, Nándorfehérvárt és a Macsói bánságot.
  - A valladolidi egyetem alapítása.

## Születések
- Eustache Deschamp francia költő († 1405)

## Halálozások
- február 10. – Boldog Klára, klarissza apáca (* 1282)
- március 28. – Venturino da Bergamo, itáliai dominikánus hitszónok (* 1304)
- augusztus 26. (a crécyi csatában vesztették életüket)
  - II. Károly, Alençon grófja (* 1297)
  - I. Lajos, Flandria és Nevers grófja (* 1304)
  - Luxemburgi János, Csehország királya, Luxemburg hercege (* 1296)
  - Rudolph, Lotaringia hercege (* 1320)
- november 14. – Ostasio I da Polenta, Ravenna ura ura (* ?)

Bizonytalan dátum
- Eustace Folville, angol rabóvezér (* ?))
- Hélion de Villeneuve, a johanniták nagymestere (* 1270 körül)